# North Shore (serie televisiva)
North Shore  è una serie televisiva statunitense in 21 episodi trasmessi per la prima volta nel corso di una sola stagione dal 2004 al 2005.
È una serie del genere drammatico a sfondo romantico incentrata sulle vicende del personale e degli ospiti del Grand Waimea Hotel and Resort (hotel fittizio, le riprese furono girate al Turtle Bay Resort che si trova nei pressi di Kahuku, O'ahu) nell'area di North Shore alle Hawaii.

## Trama
Il personaggio principale è Jason Matthews, direttore del Grand Waimea Hotel. Nel primo episodio, Nicole Booth viene assunta come responsabile delle relazioni con gli ospiti. È figlia di un rude miliardario ed è una vecchia fiamma di Jason. Alla fine del primo episodio, Nicole rivela a Jason che ruppe con lui perché suo padre voleva che lei uscisse con un uomo di successo, minacciando di licenziare Jason dall'Hotel in cui lavorava. Le cose si complicano quando Nicole gli rivela che nel frattempo si è fidanzata con un altro, ma che, in ogni caso, è tornata alle Hawaii per vederlo un'ultima volta prima di sposarsi, solo per essere sicura della scelta.
Le loro vicende si intrecciano con quelle dei personaggi di contorno: il bagnino Gabriel, la cameriera M.J., il barman Frankie, il referente escursioni Chris, la receptionist Tessa e Vincent, il proprietario dell'Hotel.
A metà serie entra in scena Alexandra Hudson, sorellastra di Nicole, che con uno stratagemma diventa la direttrice dell'Hotel, spodestando Vincent, il quale, per rientrare in possesso delle azioni, inizia a spacciare droga e Jason, per aiutarlo, si mette nei guai.
Nell'episodio finale, Jason e Nicole si sposano. Subito dopo, Jason rimane ucciso in un'esplosione che doveva capitare a Vincent.

## Episodi
| Stagione       | Episodi | Prima TV USA |
| -------------- | ------- | ------------ |
| Prima stagione | 21      | 2004-2005    |

## Personaggi e interpreti

### Personaggi principali
- Jason Matthews (21 episodi, 2004-2005), interpretato da Kristoffer Polaha.
- Nicole Booth (21 episodi, 2004-2005), interpretato da Brooke Burns.
- Gabriel McKay (21 episodi, 2004-2005), interpretato da Corey Sevier.
- Mary Jeanne "M.J." Bevans (21 episodi, 2004-2005), interpretata da Nikki Deloach.
- Frankie Seau (21 episodi, 2004-2005), interpretato da Jason Momoa.
- Chris Remsen (21 episodi, 2004-2005), interpretato da Jay Kenneth Johnson.
- Vincent Colville (21 episodi, 2004-2005), interpretata da James Remar.
- Tessa Lewis (20 episodi, 2004-2005), interpretato da Amanda Righetti.

### Personaggi secondari
- Alexandra Hudson (11 episodi, 2004-2005), interpretata da Shannen Doherty.
- Sam (10 episodi, 2004), interpretato da Robert Kekaula.
- Kai (7 episodi, 2004-2005), interpretato da Mark Malalis.
- Walter Booth (6 episodi, 2004), interpretato da Christopher McDonald.
- Erika (6 episodi, 2004), interpretata da Marika Domińczyk.
- Tommy Ravetto (5 episodi, 2004-2005), interpretato da Dominic Purcell.
- Morgan Holt (4 episodi, 2004), interpretato da Josh Hopkins.
- Gordon Matthews (4 episodi, 2004-2005), interpretato da Michael Ontkean.
- Charlie Fitz (4 episodi, 2004), interpretato da Krista Kalmus.
- Penny (4 episodi, 2004), interpretata da Juliet Lighter.
- Keone (3 episodi, 2004), interpretato da Matty Liu.
- Valet (3 episodi, 2004), interpretato da Ender Lee.
- Agente FBI (3 episodi, 2005), interpretato da Barry Brandt.
- Roy (2 episodi, 2004), interpretato da Paul Francis.
- Dan Ralston (2 episodi, 2004), interpretato da Vincent Spano.
- Trey Chase (2 episodi, 2004), interpretato da Dylan Bruno.
- Jack Bevans (2 episodi, 2004), interpretato da Michael Woods.
- Detective Ishimura (2 episodi, 2004), interpretato da Dann Seki.
- Dottor Clayton Kellogg (2 episodi, 2004), interpretato da Jason Gedrick.
- Seve (2 episodi, 2004), interpretato da Stephen Quinn.
- Capitano Jeff McKenzie (2 episodi, 2004), interpretato da Alex Garcia.
- Bobbie Seau (2 episodi, 2004-2005), interpretata da Amy Hill.
- Xao (2 episodi, 2004-2005), interpretata da Tamlyn Tomita.
- Rebecca (2 episodi, 2004), interpretata da Melinda Benson.
- Flick (2 episodi, 2004), interpretato da Kepa Kruse.
- Mariette Kinney (2 episodi, 2004), interpretata da Jo Pruden.
- Melinda Lindsey Kellogg (2 episodi, 2004), interpretata da Emmanuelle Vaugier.
- Taylor Ward (2 episodi, 2005), interpretata da Delta Goodrem.
- Lisa Ruddnick (2 episodi, 2005), interpretata da Adrianne Palicki.

## Produzione
La serie fu prodotta da 20th Century Fox Television e Brancato/Salke e Confidential Pictures e girata alle Hawaii.

### Registi
Tra i registi sono accreditati:
- Patrick R. Norris in 4 episodi (2004)
- Kenneth Biller in 2 episodi (2004)
- Michael Fresco in 2 episodi (2004)

### Sceneggiatori
Tra gli sceneggiatori sono accreditati:
- Kevin Falls in 4 episodi (2004-2005)
- Matt McGuinness in 4 episodi (2004-2005)
- Liz Heldens in 3 episodi (2004)
- Dana Baratta in 2 episodi (2004)
- Gretchen J. Berg in 2 episodi (2004)
- Kenneth Biller in 2 episodi (2004)
- Peter Elkoff in 2 episodi (2004)
- Aaron Harberts in 2 episodi (2004)

## Distribuzione
La serie fu trasmessa negli Stati Uniti dal 14 giugno 2004 al 13 gennaio 2005 sulla rete televisiva Fox. In Italia è stata trasmessa dal 3 novembre 2005 su Fox Life con il titolo North Shore.
Alcune delle uscite internazionali sono state:
- negli Stati Uniti il 14 giugno 2004 (North Shore)
- in Canada il 18 giugno 2004
- in Cile il 3 agosto 2004
- in Svezia il 9 ottobre 2004
- in Francia il 9 aprile 2005 (North Shore: Hôtel du Pacifique)
- in Finlandia il 18 settembre 2005 (Aloha Havaiji)
- in Italia il 3 novembre 2005 (North Shore)
- in Estonia (Paradiis Havail)
- in Ungheria (Tiszta Hawaii)
- in Italia (North Shore)